# Рио-де-Жанейро (микрорегион)

Рио-де-Жанейро на карте.

Рио-де-Жанейро (порт. Microrregião do Rio de Janeiro) — микрорегион в Бразилии, входит в штат Рио-де-Жанейро. Составная часть мезорегиона Агломерация Рио-де-Жанейро. Население составляет 	11 601 307	 человек (на 2010 год). Площадь — 	4587,759	 км². Плотность населения — 	2528,75	 чел./км².

## Демография
Согласно сведениям, собранным в ходе переписи 2010 г. Национальным институтом географии и статистики (IBGE), население микрорегиона составляет:						
| Полное население                             | Полное население                             | Полное население                             | Полное население                             | 11 601 307 |
| -------------------------------------------- | -------------------------------------------- | -------------------------------------------- | -------------------------------------------- | ---------- |
| в том числе:                                 | Городское население                          | 11 567 281                                   | Процент городского населения, %              | 99,71      |
|                                              | Сельское население                           | 34 026                                       | Процент сельского населения, %               | 0,29       |
|                                              | Мужское население                            | 5 486 717                                    | Процент мужского населения, %                | 47,29      |
|                                              | Женское население                            | 6 114 590                                    | Процент женского населения, %                | 52,71      |
| Плотность населения, чел/км²                 | Плотность населения, чел/км²                 | Плотность населения, чел/км²                 | Плотность населения, чел/км²                 | 2528,75    |
| Население микрорегиона в % к населению штата | Население микрорегиона в % к населению штата | Население микрорегиона в % к населению штата | Население микрорегиона в % к населению штата | 72,55      |

## Статистика
- Валовой внутренний продукт на 2003 год составляет 105 848 764 343,00 реалов (данные: Бразильский институт географии и статистики).
- Валовой внутренний продукт на душу населения на 2003 год составляет 9524,73 реалов (данные: Бразильский институт географии и статистики).

## Состав микрорегиона
В составе микрорегиона включены следующие муниципалитеты:
1. Белфорд-Рошу
2. Дуки-ди-Кашиас
3. Гуапимирин
4. Итабораи
5. Жапери
6. Маже
7. Мескита
8. Нилополис
9. Нитерой
10. Нова-Игуасу
11. Кеймадус
12. Рио-де-Жанейро
13. Сан-Гонсалу
14. Сан-Жуан-ди-Мерити
15. Тангуа